# Toba (volk)
De Toba (Mongools Toba, ook wel: Tuoba Xianbei of T'o-pa of Tabgatsj) vielen rond 386 het noorden van China binnen en stichtten er de Noordelijke Wei dynastie. Qua taal en afkomst waren van ze deel van de proto-Mongoolse Xianbei.
De Toba waren van huis uit nomaden van de steppe, die leefden van de jacht, veeteelt, en roof. Zij pasten zich maar moeizaam aan aan een gevestigd leven met landbouw in plaats van roof. Hun rol in het leger werd onder de Wei-dynastie steeds onbeduidender. 
Een groep grenssoldaten kwam in opstand toen er in 524 een inval van de verwante Mongoolse Rouran plaatsvond. Er volgde tien jaar burgeroorlog op deze opstand der zes garnizoenen. De hoofdstad Luoyang van de Xiaowen-keizer werd verlaten en het rijk werd in 534 gesplitst in een Westelijke en een Oostelijke Weidynastie.